# Amerikansk Samoas fodboldlandshold
Amerikansk Samoas fodboldlandshold repræsenterer Amerikansk Samoa i fodboldturneringer og kontrolleres af Amerikansk Samoas fodboldforbund.
I 2001 tabte holdet med et nederlag på 0-31 til Australiens fodboldlandshold, hvilket er den største sejr i en landskamp i fodboldens historie.

## Landsholdstrænere
- Tiwo Kummings (2000)
- Anthony Langkilde (2001)
- Tunoa Lui (2001–02)
- Ian Crook (2004)
- Nathan Mease (2007)
- David Brand (2007–10)
- Iofi Lalogafuafua (2011)
- Thomas Rongen (2011)
- Larry Mana'o (2012–)